# Snylter
En snylter eller parasit er en organisme, der lever af og på bekostning af en anden organisme (vært), ved at suge næring fra den.
Parasitter er i reglen mindre end deres vært og dræber den sjældent. Det kan dog forekomme, især når parasitten etablerer sig ved spring fra én værtsart til en anden. De spring er sket med mange af vores infektionssygdomme, der oprindeligt har plaget husdyrene. Forkølelse og influenza var oprindeligt svinesygdomme, tuberkulose en kvægsygdom, mens syfilis var en sygdom hos lamaer.
Parasitter kan enten være udvendige snyltere (ektoparasit) som hovedlus, eller indvendige snyltere (endoparasit) som børneorm, sildeorm eller torskeorm.
Megen parasitisme fra dyreriget er skovflåter, der suger blod fra andre dyr, og snyltehvepse, der lægger æg i andre dyr/insekter.
I mutualisme er forholdet til gavn for begge parter. I praksis kan det være vanskeligt at skelne et forhold, hvor parterne snylter på hinanden, fra en mutualisme, hvor begge parter har gavn af hinanden.
Et eksempel er de mikroskopiske orkidefrø, der kræver infektion af en svamp for at kunne spire under naturlige forhold. Svampen leverer sukker, men hvis svampeinfektionen bliver for voldsom, tager den livet af frøet/orkideen.

## Parasitter i fødevarer
Der er fem fødevare- eller vandbårne parasitter, som træffes i Nordeuropa:
- Cryptosporidium smitter fra kvæg og forårsager diarre
- Toxoplasma gondii smitter fra katte og kød og forårsager toxoplasmose med abort og fosterskader
- Anisakidae-orm smitter fra fisk og giver mavesmerter og kvalme eller allergiske reaktioner
- Trichinella-orm smitter fra kød og indkapsles i musklerne
- Echinococcus multilocularis også kaldet rævens dværgbændelorm forårsager en kræftlignende sygdom.[1]

## Snyltere i planteriget
Planten almindelig mistelten (Viscum album) vokser ikke blot på træer, men vokser ind i træet, hvor den forbinder sig med dets karsystem for vand og næringssalte (xylemet), som den drager fordel af. Almindelig mistelten har grønne blade og dermed klorofyl, og kan selv lave fotosyntese og producere sin egen sukker. Derfor kaldes den en halvsnylter. Andre eksempler på halvsnyltere er arter i slægten skjaller (Rhinanthus) og troldurt (Pedicularis).
Eksempler på helsnyltere uden klorofyl er skælrod.

## Medicinsk vigtige parasitter
- Protozoer
  - Flagellater
  - Amøber
  - Sporozoer (malaria)
- Metazoer
  - Platyhelminthes (fladorme)
    - Cestoda (bændelorm)
    - Trematoda (blodikter, leverikter)

  - Nematoder (rundorme)
- Arthropoder
  - Insekter
    - Myg
    - Lopper
    - Lus

  - Mider
    - Skovflåt
- Eukaryote mikroorganismer
  - Candida albicans

Desuden findes adskillige svampe- og bakteriearter som er parasitter.

## Overført betydning
Begrebet "en snylter" bruges også i overført betydning om f.eks. en person, der lever af andres penge og/eller høflighed.

## Eksterne links
- Forsker advarer: Der er farlige orm i din fisk. Videnskab.dk 2012
- Ubehagelig bekræftelse af Darwins evolutionsteori. Videnskab.dk 2014
- Avermectin and Artemisinin - Revolutionary therapies for parasitic diseases. Nobelforsamlingen 2015